# تیگیس گاشاو
تیگیس گاشاو (انگلیسی: Tigist Gashaw؛ زادهٔ ۲۵ دسامبر ۱۹۹۶) دونده دو نیمه‌استقامت زن اتیوپیایی‌تبار اهل اتیوپی است.